# 小浜浄鉱

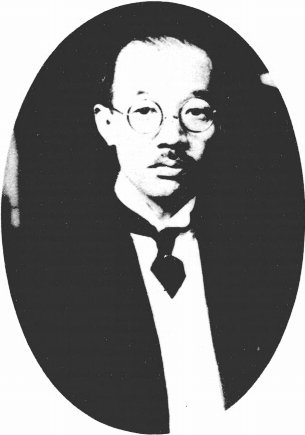
小浜浄鉱

小浜 浄鉱（小濱、こはま / おばま じょうこう、1886年（明治19年）7月2日 - 1948年（昭和23年）9月24日）は、日本の内務官僚。官選福井県知事、台湾総督府内務局長。

## 経歴
東京府東京市本所区元町（現・東京都墨田区）出身。小濱三次郎の四男として生まれる。第二高等学校を卒業。1912年、東京帝国大学法科大学経済学科を卒業。内務省に入省し富山県属となる。1913年11月、文官高等試験行政科試験に合格。
1914年、富山県氷見郡長に就任。以後、広島県理事官、兵庫県理事官、内務省衛生局保険課長、同社会局社会部福利課長などを歴任。
1928年5月、福井県知事に就任。1930年8月に休職となるが、1931年12月に再任された。1932年3月、台湾総督府内務局長に転任し、1936年10月まで在任。同年に退官した。その後、台湾総督府評議会員に選ばれたほか、台湾合同鳳梨株式会社の事務取締役を務めた。